# 石牌橋駅
石牌橋駅（せきはいきょう-えき）は、中華人民共和国広東省広州市天河区に位置する広州地下鉄3号線支線の駅である。

## 利用可能な鉄道路線
広州地下鉄
■3号線

## 駅構造
島式ホーム1面2線の地下駅。ホームドア設置駅。

## 駅周辺
- 中国郵政
- 広州市天河区国家税务分局
- 中国海関
- 広州供電局
- 中国人民保険公司天河支公司
- 豊興広場
- 広梅汕鉄路大厦
- 壬豊大厦
- 万佳百貨
- 新国際広場
- 華竜大厦
- 石牌酒店
- 長安医院
- 海関石牌宿舍
- 名雅苑
- 天河中学

## 歴史
- 2006年12月30日 - 開業。

## 隣の駅
広州地下鉄
■3号線支線
崗頂駅 - 石牌橋駅 - 体育西路駅